# مروان بن جناح
الحاخام أبو الوليد مروان بن جناح القرطبي أو يونا بن جناح (حوالي 990 م ـ حوالي 1050 م) هو حبر وطبيب ولغوي ومؤلف يهودي أندلسي عاش في القرن الخامس الهجري والحادي عشر الميلادي.
ولد ابن جناح في قرطبة، وإليها يُنسب، ثم تركها لتلقى العلم في اليسانة، وبعد أن ارتحل في أرجاء الأندلس، استقر به المقام في سرقسطة، وبها توفي. كان معاصرًا لسليمان بن جبيرول وبهية بن باكودا.
كان ابن جناح يُعرف بالعبرية باسم «يُونا» (يونس)، وكان يعمل بالطب ويعيش من دخله من هذه المهنة، وكان عالمًا في اللغة، متمكنًا من اللغتين العبرية والعربية، وأبحاثه اللغوية في الكتاب المقدس العبري ما زالت مرجعًا للباحثين في لغة الكتاب المقدس «التوراة» حتى اليوم.

## مؤلفاته
كتب ابن جناح جميع مؤلفاته باللغة العربية، ومن أبرزها.
- كتاب المستلحق: وهو نقد وتنقيح وتوسعة لأعمال سلفه يحيى بن حيوج الفاسي.
- كتاب التقريب والتسهيل: وضعه للمبتدئين في اللغة العبرية
- كتاب التسوية
- كتاب التنقيح، ويحتوي على قسمين:
  - الأول: كتاب اللمع، وفيه جمع قواعد اللغة العبرية
  - الثاني: كتاب الأصول، وهو معجم لمفردات الكتاب المقدس العبري.
- كتاب التشوير: وهو آخر ما كتب، وقد فُقد أغلبه.

## وفاته
توفي الحاخام مروان بن جناح في سرقسطة حوالي عام 1050 م.

## روابط خارجية
- مروان بن جناح على موقع الموسوعة البريطانية (الإنجليزية)